# 365756 ISON
365756 ISON è un asteroide della fascia principale. Scoperto nel 2010, presenta un'orbita caratterizzata da un semiasse maggiore pari a 5,7225364 UA e da un'eccentricità di 0,5245872, inclinata di 19,97619° rispetto all'eclittica.